# Getto w Beresteczku
Getto w Beresteczku – getto dla ludności żydowskiej zorganizowane przez okupacyjne władze hitlerowskie w czasach II wojny światowej w Beresteczku.

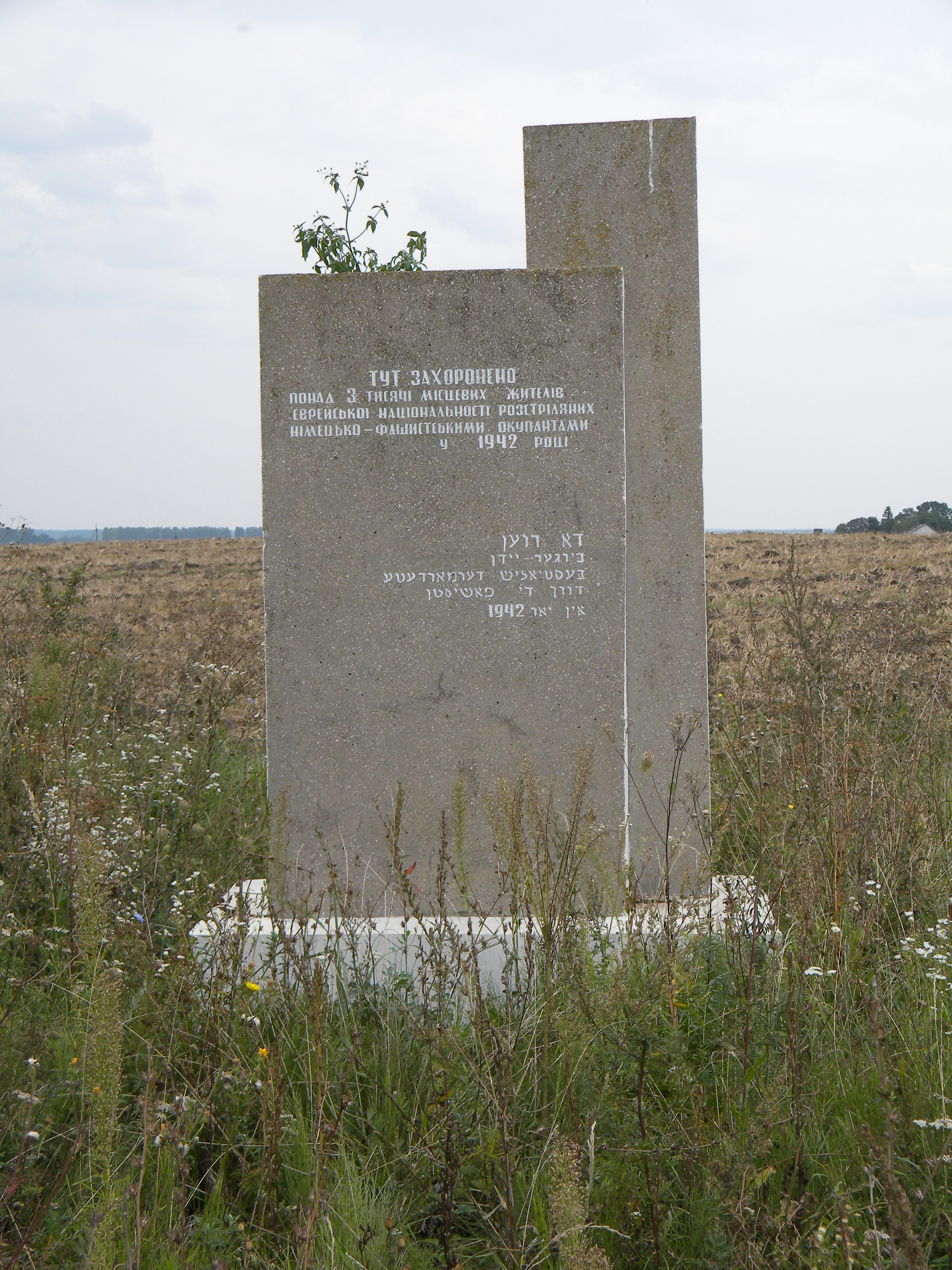
Pomnik w miejscu zamordowania Żydów z Beresteczka

Od początku okupacji niemieckiej w 1941 roku Żydzi w Beresteczku, stanowiący 35% mieszkańców miasta, zostali poddani różnym represjom – nakazano im nosić opaski z Gwiazdą Dawida, zmuszano ich do nieodpłatnego wykonywania ciężkich prac. Nie mogli opuszczać miejscowości, byli bici i okradani przez policjantów ukraińskich z miejscowego posterunku.
8 sierpnia 1941 roku SD z Łucka przy pomocy ukraińskiej policji rozstrzelało 300 Żydów.
Getto powstało w październiku 1941 roku. Dosiedlono do niego Żydów z okolicznych wsi. Niemcy zlikwidowali getto w dniach 7–9 września 1942 roku. SD z Łucka przy udziale ukraińskiej policji rozstrzelało 3 tys. mieszkańców getta w wąwozie k. folwarku Naręczyn, w miejscu położonym 2 km od Beresteczka. Pierwszego dnia tej akcji Żydzi podjęli przegraną walkę.
W 1990 roku w miejscu egzekucji postawiono pomnik.